# Католицизм в Либерии
Католицизм в Либерии. Католическая церковь Либерии является частью всемирной Католической церкви. Численность католиков в Либерии составляет около 150 тысяч человек (4,8 % от общей численности населения) по данным Католической энциклопедии; 165 тысяч человек (5,8 %) по данным сайта Catholic Hierarchy.

## История
В 1461 году на территории современной Либерии появились португальские миссионеры, в XVII веке временные миссии основывали иезуиты и капуцины из соседнего Сьерра-Леоне.
В 1822 году группа чернокожих освобождённых из рабства американцев-переселенцев, с помощью Американского колонизационного общества выкупила у местных племен участок земли на мысе Месурадо. Территория под контролем переселенцев из США постепенно расширялась, в 1824 эта колония получила название Либерия, была принята её конституция. К 1828 переселенцы захватили всё побережье современной Либерии (протяжённостью около 500 км). 26 июля 1847 года американские поселенцы провозгласили независимость Республики Либерия. Американо-либерийцы сформировали элиту нового государства, в то время как коренное население до 1904 года не имело права гражданства и до 1944 года не пользовалось правом голоса.
С 1884 по 1886 год в Монровии действовала миссия священников из Конгрегации Святого Духа. В 1903 году была учреждена апостольская префектура Либерии (ныне — архиепархия Монровии), в 1934 году она была повышена в статусе до апостольского викариата. В 1929 году была основана апостольская делегатура в Монровии, в 1966 году её статус был повышен до полноценной нунциатуры.
В 1981 году была образована архиепархия Монровии, ей были подчинены епархия Кейп-Пальмаса (1981 год) и епархия Гбарнги (1986 год).
Католическая община Либерии хотя и составляет около 5 % населения, но в XX веке испытывала бурное развитие. Если в 1928 году в Либерии было чуть более 3 тысяч католиков, то к концу XX века их численность выросла до 140 тысяч. В 1972 году в Гбарнге была открыта католическая семинария. Католическая церковь Либерии ведёт большую общественную деятельность, в особенности в сфере образования, ей принадлежит большое количество школ и колледжей.
После военного переворота 1980 года страна вступила в период нестабильности и гражданских войн, продолжавшихся до 2003 года. В ходе боёв было разрушено большое число католических храмов, среди погибших были католический монах-миссионер из Ганы и пять монахинь из США.
В 1999 году образована Конференция католических епископов Либерии. В связи в малочисленностью национального католического епископата епископы Либерии принимают участие также в работе объединённой Конференции католических епископов Западной Африки.

## Современное состояние
Христиане составляют около 40 % населения Либерии, однако большинство из них принадлежит к различным протестантским течениям. Также около 40 % населения придерживается традиционных африканских культов. Мусульмане составляют около 20 %. В стране служат 52 католических священника, действуют 49 приходов. Организационно приходы объединены в архиепархию Монровии и две епархии: епархия Кейп-Пальмаса и епархия Гбарнги.